# Teoria de redução dinâmica
Uma teoria de redução dinâmica (DRT) é uma extensão da mecânica quântica que tenta explicar o colapso da função de onda.  A teoria é necessária porque a mecânica quântica não contabiliza as medidas específicas de quantidades ou eventos observáveis, no domínio familiar da física newtoniana ou clássica, que fazemos em experimentos de mecânica quântica.
A razão pela qual a mecânica quântica não leva em conta as medições é que a evolução temporal do estado quântico de um sistema é descrito probabilisticamente por superposições lineares de equações  de Schrödinger.
Um exemplo da teoria de redução dinâmica é a localização espontânea contínua.